# Korytnica
Korytnica è un comune rurale polacco del distretto di Węgrów, nel voivodato della Masovia.
Ricopre una superficie di 180,54 km² e nel 2004 contava 6 828 abitanti.